# 碳化三铁
雪明碳鐵又稱滲碳體 （英語：Cementite 或 Iron carbide），化學式為Fe3C，为具有正交晶系结构的間隙化合物。硬度很高，但脆性極大。在230℃以下具有弱鐵磁性，而在230℃以上則失去鐵磁性。不易受硝酸酒精溶液腐蝕，但受鹼性苦味酸鈉的腐蝕。主要由FeO與CO反應得到。
碳化三铁直接由白鑄鐵融化形成。在碳鋼中，它可由冷却沃斯田鐵（Austenite）或回火（tempering）麻田散鐵（Martensite）中獲得。其与肥粒鐵（奥氏体中另一组分）混合后形成具有层状结构的珠光体和贝氏体。其中的较大薄片曾用来制造大马士革钢。
Fe3C，即隕碳鐵礦（cohenite），特別是在隕石中會發現混著鎳和鈷碳化物。這種形態，堅硬且有光澤的灰色無機化合物，首次由E. Weinschenk在1889年所描述。